# Fnat
Fnat (scabies) er en smitsom parasitisk hudsygdom fremkaldt af fnatmiden Sarcoptes scabiei. Fnat var tidligere indberetningspligtig. Infektionen kræver behandling, og hvis den ikke behandles, kan den udvikle sig til eksem eller andre kroniske hudsygdomme.
De befrugtede hunmider gnaver sig ind i huden og danner små gange. I disse gange lægges æg, hvorefter hunmiden dør. Der går cirka 3-10 dage, fra æggene er lagt, til de klækker, hvorefter en ny generation af fnatmider kan gå i gang med at formere sig. Indikation af smitte (røde mærker og kløe) opstår i løbet af 2-4 uger hos førstegangssmittede. Har man tidligere været smittet, vil symptomerne som regel vise sig efter et par dage. Fnatmiden kan ved stuetemperatur overleve uden for kroppen i op til 36 timer.
Hudsymptomer ved smitte med fnat viser sig som udslæt med små vabler. Udslættet ses især i den tynde hud ved fingermellemrummene og på fingre, ved albuer, bryst og i skridtet. På grund af den kraftige kløe kommer der ofte kradsningsmærker på huden. Fnat er udbredt over hele verden og i alle samfundslag, og det er en skrøne, at den kun kan overføres under seksuel kontakt. Fnat hos visse dyr kaldes skab.
Behandling foretages almindeligvis udvortes med 5 % Permethrin-creme (Nix Creme), som fås i håndkøb på apoteket. Behandling varer en uge, hvor man smører sig helt ind i Nix-cremen to gange (på voksne behøves ikke hovedet, da miderne kun sidder i løs hud, som i anus og knæhaserne). Selvom man har brugt cremen to gange grundigt, vil der kunne forekomme mén i længere tid som følge af, at huden er tørret ud af midernes færden og selve cremen, plus det at kroppen først udskifter huden i løbet af 1-2 måneder. Når behandlingen indledes, skal man skifte til rent tøj, og der skal lægges rent sengetøj på. Man er smittefri 8-12 timer efter første behandling. Eget tøj vaskes ved minimum 60º C. Tåler det ikke vask, kan det stilles for sig eventuelt i en plasticpose i 48-72 timer eller lægges i dybfryseren 1 døgn. Fnat-miden er hårdfør, men den kan ikke klare høje og lave temperaturer.
Miden dør ved:
1. + 60 grader
2. – 20 grader

Det betyder, at miden dør i en vaskemaskine på over 60 grader og i en dybfryser under -20 grader. Rengøring af møbler kan med fordel ske med en dampstøvsuger eller en "steamer", dvs. en dampbaseret gulvasker, så temperaturen når op på 60 grader, som kan måles med et infrarødt afstandstermometer.